# Casos da Monsanto em tribunais
A empresa Monsanto esteve envolvida em várias acções judiciais de grande visibilidade, tanto como autora como como ré. A Monsanto foi acusada numa série de acções judiciais relativas a questões de saúde e ambientais relacionadas com os seus produtos. A Monsanto também recorreu frequentemente aos tribunais para defender as suas patentes, nomeadamente no domínio da biotecnologia agrícola. A Bayer adquiriu a Monsanto em 2018 e, desde então, esta empresa tem estado envolvida em litígios relacionados com produtos da ex-Monsanto, como o glifosato, os PCB e a dicamba. Em 2020, pagou mais de 10 mil milhões de dólares para resolver processos judiciais que envolviam o herbicida Roundup à base de glifosato.  